# 十大功劳属
十大功劳属（学名：Mahonia）是小檗科下的一个属。该属共有约100种，分布于美洲中部和北部及亚洲。拉丁屬名取自刘易斯与克拉克远征的負責人之一伯納德·麥克馬洪。
模式種為俄勒岡十大功勞，採集於北美太平洋沿岸地區。
十大功勞屬植物是相當有名的民間藥用植物，根、莖、葉等器官均可入藥，且藥效卓著，所以名喚「十大功勞」。在中藥學中可作為藥材，而藥效視物種而有所不同，相當具有醫療開發價值。根據相關成分分析研究，十大功勞之所以有藥用功效，主要是因含有具抗發炎、抗微生物活性及抗腫瘤等效果的小蘗鹼，是一種屬於異喹啉類的植物生物鹼。

## 型態
本屬多為林下或林緣常綠灌木；形態主要特徵乃葉片為奇數羽狀複葉，小葉邊緣有刺狀齒牙，頂生總狀花序，果為漿果，成熟時外表密覆白粉。
花粉為單粒球型，根據花粉軸之長度，係屬中粒（mediae），直徑約30~48 µm。花粉之萌發溝（aperture）樣式與小蘗屬相似，有螺旋狀的螺旋溝（spiraperture）及不規則散佈於花粉表面的散溝（ruga）兩種，且部份種類的萌發溝會匯合形成合流溝（syncolpate）。外壁紋飾（exine sculpture）方面，則有光滑（smooth）、網狀紋（reticate）及顆粒紋（tuberculate）三類。

## 種
其藥用成分含量常有顯著差異，影響用藥功能、萃取成效及製藥成本甚鉅。部分物種列於下:
- 俄勒岡十大功勞（Mahonia aquifolium）
- 小果十大功勞（Mahonia bodinieri）
- 鶴慶十大功勞（Mahonia bracteolata）
- 短序十大功勞（Mahonia breviracema）
- 宜章十大功勞（Mahonia cardiophylla）
- 鄂西十大功勞（Mahonia decipiens）
- 長柱十大功勞（Mahonia duclouxiana）
- 寬苞十大功勞（Mahonia eurybracteata）
- 北江十大功勞（Mahonia fordii）
- 十大功勞（Mahonia fortunei）
- 細柄十大功勞（Mahonia gracilipes）
- 滇南十大功勞（Mahonia hancockiana）
- 遵義十大功勞（Mahonia imbricata）
- 台灣十大功勞（Mahonia japonica）
- 細齒十大功勞（Mahonia leptodonta）
- 長苞十大功勞（Mahonia longibracteata）
- 小葉十大功勞（Mahonia microphylla）
- 門隅十大功勞（Mahonia monyulensis）
- 尼泊爾十大功勞（Mahonia napaulensis）
- 亮葉十大功勞（Mahonia nitens）
- 阿里山十大功勞（Mahonia oiwakensis）
- 景東十大功勞（Mahonia paucijuga）
- 峨眉十大功勞（Mahonia polyodonta）
- 網脈十大功勞（Mahonia retinervis）
- 刺齒十大功勞（Mahonia setosa）
- 沈氏十大功勞（Mahonia shenii）
- 長陽十大功勞（Mahonia sheridaniana）
- 靖西十大功勞（Mahonia subimbricata）
- 獨龍十大功勞（Mahonia taronensis）